# Gonzalo de Alvarado
Gonzalo de Alvarado y Contreras (Badajoz, ca. 1490 - Ciudad de México, 1541), conquistador español.

## Biografía
Hijo de Gómez de Alvarado y Mexía de Sandoval (Comendador de Lobón, Puebla, Montijo y Cubillana; Alcalde de Montánchez; 13 de Santiago; Sr. de Castellanos, Maestresala de Enrique IV, General de la Frontera de Portugal) y de Leonor de Contreras, y descendiente de Mosén Rubín de Bracquemont.  Hermano de Pedro de Alvarado, Jorge de Alvarado y Gómez de Alvarado.  En 1510 pasa a Indias junto a su tío Diego de Alvarado y Mexía, corregidor de la capital de La Española. Participó junto a sus hermanos en campañas militares en México, Guatemala y El Salvador fundando en este último, la villa de San Salvador actual capital de El Salvador.
Durante la campaña en tierras de Guatemala, se establece una alianza con los Cakchiqueles y su hermano Pedro de Alvarado (adelantado del rey Carlos I) decide construir en 1524, en las inmediaciones de su capital Iximché, el asentamiento de Tecpán, la primera capital de la Capitanía General de Guatemala. En 1527 la capital fue traslado al valle de Almolonga y en 1543 nuevamente a Santiago de los caballeros de Guatemala (actual ciudad de Antigua Guatemala). Tras la fundación de la ciudad, Gonzalo de Alvarado es nombrado alcalde de la misma por su hermano Pedro. La utilizan como centro de las operaciones que desarrollan en todo el territorio que actualmente comprende los países de Guatemala, El Salvador y Honduras.
Su hermano Pedro de Alvarado le cede a Gonzalo la dirección de las tropas tras caer herido en la batalla de Acajutla.
Según el historiador Francisco Antonio de Fuentes y Guzmán en su famosa obra Recordación Florida, la descendencia de Gonzalo quedó representada en la familia Vides de Alvarado, quienes también fueron fundadores de la villa San Vicente de Austria en El Salvador, según el historiador padre Domingo Juarros y Montúfar en su obra Compendio de la historia de la ciudad de Guatemala.

## Conquista de Cuba, Yucatán, México y Guatemala
Participó en la conquista de Cuba (1511), junto a su hermano Pedro que recibió una capitanía y quedó de encomendero, a las órdenes de Diego Velázquez. A principios de 1518 actuó junto a sus hermanos en la expedición de Grijalva, recorriendo el litoral del Yucatán, y luego el de México. En junio del mismo año peleó en Campeche y penetraron en el río Papaloapan.
Una vez que Hernán Cortés hubo partido hacia Trinidad, allí se unieron los Alvarado a la expedición. De aquí en adelante, la actuación de todos ellos resultaría muy destacada en todas las batallas que sostuvieron los españoles contra los indígenas. Tabasco, Centla y Ulúa, fueron lugares donde comenzó a admirarse sobre todo el valor de su hermano Pedro de Alvarado. Cuando se firmó la paz con los tlaxcaltecas, estos reforzaron las filas de las tropas que mandaría su hermano en las subsiguientes campañas.
Tras participar en la conquista de Tenochtitlán, se dedicaron a someter el resto de México y de los territorios de sus alrededores en que se había fijado Cortés, y por orden de este y bajo el mando de su hermano Pedro se dirigieron hacia el sur partiendo de capital de Nueva España el 13 de diciembre de 1523, a la conquista de las tierras de Guatemala

"...e diole al tal Alvarado para aquel viaje sobre trescientos soldados, y entre ellos ciento y veinte escopeteros y ballesteros; y más le dio ciento y treinta y cinco de a caballo, cuatro tiros y mucha pólvora, y un artillero que se decía fulano de Usagre, y sobre doscientos tlascaltecas y cholultecas, y cien mexicanos, que iban sobresalientes...".

Los intérpretes indígenas que les acompañaban llamaban a aquellos territorios Quauhtlemallan (aunque esta palabra es en lengua náhuatl, la traducción es la misma que en lengua maya quiché y quiere decir “lugar donde abundan los árboles”).

## La Conquista y pacificación de los pueblos de Guatemala
Los zapotecas de Teguantepeque los reciben en paz pero a partir de ahí son todo encontronazos violentos: Zapotitlán en la provincia de Soconusco, Quetzaltenango, o el señorío de Utatlán. 
Reciben una embajada y se pacta una alianza con los cakchiqueles (enemigos de los quiché que habían estado combatiendo), que les envían 2000 guerreros con sus respectivos capitanes como símbolo de buena voluntad. La ayuda de los cakchiqueles resulta fundamental para terminar de someter al resto de pueblos de la zona y para hacerse con información de nuevos objetivos (más por interés de los propios cakchiqueles, que no dudan en convencer a los conquistadores para que emprendan campañas contra otros poderosos pueblos ribales, como lo eran nahuas y mames).

## La campaña en El Salvador
Cuzcatlán (o "Kuskatan" en idioma náhuat) era la provincia más importante a la llegada de los españoles; albergaba 90 pueblos dentro de sus 7000 kilómetros cuadrados, de los que 33 eran “chontales”, nombre con el que los pipiles llamaban a chortís y pocomames (etnias de cultura maya). Los 47 restantes componían la provincia de Cuzcatlán y todos, con excepción de uno (los lencas), eran de habla náhuatl o alajuilak (una lengua que combinaba elementos del chortí y el náhuatl). Cuzcatlán era una nación con gran influencia tolteca y azteca y no tenían un sistema político unificado, sino más bien un sistema de tributo a la ciudad de Cuzcatlán. Cuzcatlán proviene de la palabra indígena Cuscau (joya, joya) y puede traducirse como “Ciudad de las joyas” o “Lugar de riquezas”, dominando al resto de cacicazgos que los nahuas se habían apropiado desde el año 1200 aproximadamente (los nahuas habían llegado a la zona 300 años antes), formando una especie de federación aunque con el debido vasallaje al señor de Cuzcatlán. A la conquista de Cuzcatlán, Gonzalo de Alvarado acompañó a su hermano Pedro de Alvarado, que partió con un ejército compuesto de 250 españoles y 6000 “indios amigos” como tropas auxiliares, a quienes se le sumaron varios cientos de guerreros cakchiqueles. De acuerdo con la cronología del historiador Jorge Lardé y Larín, entraron en lo que es hoy territorio de El Salvador el 6 de junio de 1524, cruzando el río Paz en la costa de Ahuachapán. Tras pasar por un par de poblaciones, que hallaron desiertas, continuaron hacia el sur y se adentraron en el territorio del señorío de Izalco. Los expedicionarios tuvieron su primer encuentro en las inmediaciones de Acaxual (actual Acajutla) el 8 de junio, donde se libró una de las más feroces batallas de la conquista. El ejército nahua presentó batalla en campo abierto y fue aniquilado casi por completo. Sin embargo, no fue fácil la victoria para los españoles y sus aliados, pues perecieron también muchos auxiliares, algunos soldados españoles, e incluso su hermano y capitán de las tropas Pedro de Alvarado recibió un flechazo en la pierna izquierda, lanzada presuntamente por el príncipe Atonal (Sol de agua), aunque actualmente la existencia de este personaje está discutida (sin embargo aparece en las crónicas españolas de la época), que lo mantuvo durante ocho meses entre la vida y la muerte y lo dejó cojo de por vida. El propio Don Pedro de Alvarado describe en los siguientes términos la batalla: 

"...nos persiguieron todos gritando, hasta llegar a las colas de nuestros caballos y sus flechas que lanzaban caían adelante de nuestros delanteros y cada momento avanzábamos todos ganando el llano, ya todo era llano para ellos y para nosotros. Y cuando habíamos retraído un cuarto de legua y ellos siguiéndonos, y estábamos adonde a cada uno le habrían de valer solo las manos y no el huir de vuelta sobre ellos con toda la gente y rompimos por ellos, y fue tan grande el destrozo que en ellos hicimos que en poco tiempo no había ninguno vivo, porque venían tan armados que el que se caía al suelo no se podía levantar por sus corseletas de algodón de tres dedos hasta los pies y sus flechas y lanzas muy largas. En cuanto se caían nuestra gente de a pie los mataban a todos. En este encuentro me hirieron muchos españoles y yo con ellos. Me dieron un flechazo que me pasó la pierna y entró la flecha en la silla de montar, quedando yo clavado al caballo, y de la cual herida quedé lisiado, que me quedó una pierna más corta que la otra bien cuatro dedos"

Las crónicas españolas explican que Atonal y algunos guerreros consiguen huir y sobreviven a la carnicería.
Tras la batalla, los conquistadores se repliegan y permanecieron cinco días en Acaxual, recuperándose del combate. Finalmente el 13 de junio de 1524 avanzaron sobre Tacuzcalco, donde los pipiles presentaron un poderoso ejército de aproximadamente 5000 guerreros que esperaba a los invasores en formación y armados en su mayoría con largas "...lanzas de 30 palmos todas enarboladas...", de nuevo al mando del príncipe Atonal.
Aunque Pedro de Alvarado pudo penosamente desplazarse a caballo para dar órdenes en la batalla, finalmente confía la dirección del combate a Gonzalo. Las tropas españolas se organizan con Gómez de Alvarado por el flanco izquierdo, con 30 caballos; por el flanco derecho, el mismo Gonzalo de Alvarado, con 20 hombres a caballo; y por el centro, Jorge de Alvarado, con el grueso de la tropa. De nuevo barren del campo de batalla a los gerreros nahuas; “Aquí se hizo muy grande matanza y castigo”, narró el conquistador. Tras la batalla, el mismo Gonzalo de Alvarado persigue y mata al rebelde Atonal de dos disparos cuando intenta huir del lugar.
Dos días más tarde se marcharon a Mihuatlán; luego a Atehuan o Ateos (actualmente cantón del municipio Sacacoyo), donde recibieron mensajeros de los señores de Cuzcatlán, y finalmente entraron en esta ciudad el 17 de junio de 1524. 
Allí los conquistadores fueron recibidos pacíficamente por el rey Atágat, conocido como Atlácatl “El Viejo” (aunque actualmente la existencia de este personaje está discutida, sin embargo aparece en las crónicas españolas de la época). Esto no evitó actos de pillaje, lo que precipitó la huida de casi todos sus habitantes hacia los montes aledaños, según palabras de Pedro de Alvarado, “halló todo el pueblo alzado, y mientras nos aposentábamos no quedó hombre de ellos en el pueblo, que todos se fueron a las sierras”. Los españoles creyeron que se trataba de un acto de rebeldía y esa misma noche, Pedro de Alvarado giró la orden de matar a la nobleza de Cuzcatlán, ahorcando al rey y a su corte.
Este acto despertó las iras del pueblo cuscatleco. El cacique Atacatl “El Joven” (su existencia también está discutida en la actualidad y es posible que se trate de un cargo más que de un personaje) y sus soldados estaban dispuestos a vengarse o a morir. Ante la incapacidad de llamar a sumisión a los rebeldes, Pedro de Alvarado convocó al hijo del rey asesinado. La respuesta del noble cuscatleco es histórica: “Si queréis las armas, venid a traerlas a las montañas”.
Iracundo, Pedro de Alvarado mandó atacar a los nahuas infructuosamente en las serranías: perdió once caballos, algunos soldados españoles, gran número de nativos de las tropas auxiliares y su calidad de capitán invicto. Don Pedro confiesa así su derrota en la capital de los nahuas: “Sobre estos indios de Cuzcatlán, que estuve diecisiete días, que nunca por entradas que mandé hacer, ni por mensajes que les hice, como he dicho, los pude atrar por la mucha espesura de los montes y grandes sierras y quebradas y otras muchas tierras que tenían”.
Pedro de Alvarado, cuyo firme propósito era pasar en Cuzcatlán la estación de lluvias, dada la situación y la falta de provisiones, decide salir de las inmediaciones de la ciudad fortaleza de los nahuas el 4 de julio de 1524, para volver a la ciudad de Santiago de los Caballeros, en el territorio de sus aliados cakchiqueles: “Acordeme —agrega— a volver a esta ciudad de Guatemala y de pacificar de vuelta la tierra que detrás dejaba (los pipiles de Cuzcatlán), y por cuanto hice y en ellos trabajé nunca los pude atraer al servicio de su majestad; porque toda esta costa del sur por donde fui es muy montañosa, y las sierras cerca, donde tienen acogida”. Su hermano Gonzalo va en todo momento junto a él.

## Fundación de la villa de San Salvador
En la segunda semana de febrero de 1525 ocurrieron dos sucesos importantes: Pedro de Alvarado sanó de la herida que lo tenía postrado y recibió un refuerzo de 200 soldados españoles procedentes de México. El adelantado preparó una expedición fundadora hacia Cuzcatlán y puso al frente de ella a su hermano el capitán Gonzalo de Alvarado. En esta campaña figuraban también: Diego de Holguín, Francisco Díaz, Alonso de Oliveiros y muchos colonizadores españoles.
La empresa fue coronada con éxito hacia el 11 de abril de 1525 y en las inmendaciones del fuerte indiano de Cuzcatlin (actual municipio de Antiguo Cuzcatlán), Gonzalo de Alvarado fundó una colonia, con el título de villa y el nombre de San Salvador, bajo deseos de su hermano Pedro por haber salvado su vida en las batallas del año precedente.
Conforme a la usanza de la época, en nombre y representación de su hermano el capitán Pedro de Alvarado, Gonzalo eligió como alcalde de esta nueva villa a Diego Holguín. Esta primera villa fue destruida por los Cuzcatlecos un año después, obligando a sus pobladores a salir del lugar. No fue hasta el año 1528, que definitivamente se fundó la nueva Villa de San Salvador en el lugar conocido como La Bermuda en las cercanías de Suchitoto, esta vez por Diego de Alvarado, primo de Pedro de Alvarado, bajo la advocación de la Santísima Trinidad.

## La expedición al territorio de los Mames
Durante la época prehispánica, el señorío de los mam era de los más vastos territorialmente, pues comprendía los actuales departamentos guatemaltecos de Huehuetenango, Totonicapán, Quetzaltenango, San Marcos y la provincia de Soconusco (ahora territorio mexicano); pero debido a las cruentas luchas entre las diferentes tribus, este territorio fue desmembrado, especialmente por la invasión de los quichés al mando del rey Quicab, conocido como Quicab el grande, y sus aliados los cakchiqueles, obligando a los mames a abandonar parte de sus extensos dominios, replegándose a la zona montañosa.
A mediados del año 1525, uno de los caciques quichés, Tepepul, informó malintencionadamente a los españoles que el intento inicial de encerrarlos y quemarlos en Gumarcaaj había sido por consejo de Caibil Balam, señor de los mames, quien hasta ese momento les había estado ayudando con gente y apoyo logístico. Con dicho informe el dirigente quiché pretendía ganar la amistad y benevolencia de los conquistadores.
En el mes de julio del año 1525, Gonzalo de Alvarado parte hacia el noroeste del territorio junto a un pequeño grupo de 80 soldados españoles (40 de ellos a caballo) y 2000 guerreros, la mayoría tlaxcaltecas y algunos mexicas (Aztecas), aliados de los españoles, a los que añadió 300 naturales para que realizaran el trabajo de hacheros, macheteros y azadoneros, y además un gran número de cargadores tamemes.
Partieron en busca de la capital del señorío de los Mames que en época prehispana se conocía por Shinabajul o Xinabajul, (significa "entre barrancos" en lengua mam). Xinabajul fue conquistada por el rey quiché Quicab el grande en el siglo XV de nuestra era, y cambió el nombre de la capital por Zakuleauab o Zaculeu (que significa "Tierra Blanca"). En cambio, los indígenas tlaxcaltecas que les acompañaban utilizaban el término ahuehuetles para referirse a la capital de los mames (en idioma nahuatl algunos interpretan como "lugar de los viejos" o "lugar de los sabios", aunque posiblemente la llamaron así por la abundancia del árbol llamado sabino, que crece en grandes cantidades en los márgenes del río Selegua y que en la zona del actual México de donde provenían se conoce como ahuehuetle, por lo que los intérpretes de estas etnias lo llamaron ahuehuetles, o sea Ahuehuetlenango, que posteriormente se cambió por Ueuetenango, Vevetenango, Güegüetenango, hasta llegar a lo que hoy se conoce como Huehuetenango).
El viaje fue largo y accidentado. Al llegar a una llanura divisaron el pueblo de Mezatenango, defendido por un numeroso contingente de guerreros que se habían hecho fuertes en una fortaleza fabricada de gruesos troncos. Los indígenas recibieron con gran griterío, flechas, lanzas y piedras a los extranjeros. Los soldados se lanzaron al asalto de la trinchera sin conseguir tomarla. Entonces Alonso de Luarca embistió al mando de la caballería y consiguió hacer una brecha en la empalizada, por donde se introdujo con los suyos. Los indígenas son entonces reducidos y su pueblo tomado.
Más adelante les salieron al encuentro cinco mil guerreros de Malacatán, un cacicazgo sujeto al señorío Mam de Zaculeu. Nada más comenzar la batalla, Luarca avanzó con la caballería y rompió la primera línea formada por arqueros. Los soldados españoles de infantería y las tropas auxiliares que venían detrás se encargaron de rematar la acción de la caballería. El segundo frente de los malacatanes lo formaba un contingente de guerreros portadores de largas lanzas, con las cuales mataron algunos caballos e hirieron a varios soldados. Animados por su cacique Ca-Ilocab, los mames peleaban bravamente y ya casi tenían ganada una elevación del terreno con clara intención de dejarse luego caer por la espalda del ejército español, cuando Alonso de Luarca se percató del hecho y tras advertir a grandes voces del peligro a Gonzalo de Alvarado, se lanzó a proteger aquel frente. Enseguida se trabó una sangrienta pelea que terminó cuando Gonzalo de Alvarado pudo matar de un lanzado a Ca-Ilocab. La muerte de su jefe propició una desbandada general de los guerreros malacatanes. Luarca y demás soldados les persiguen hasta Malacatán (ahora conocido como Malacatancito), población en que solamente encontraron a viejos y enfermos, ya que los demás habían huido a los montes. Al día siguiente varios caciques de la comarca vinieron a visitar a los españoles, ofreciéndoles su sumisión.
Mientras tanto, Gonzalo de Alvarado dejó al cuidado de Malacatán a Bernardino de Oviedo al frente de un contingente de 10 soldados y 200 guerreros mexicanos.
Finalmente se dirige Gonzalo de Alvarado hacia la capital del territorio de los mames. Al llegar a las proximidades de la actual Huehuetenango, los expedicionarios recelaron de la gran quietud que reinaba en el lugar. Por orden de Alvarado, Alonso de Luarca se adelanta a inspeccionar la ciudad, que encuentra desierta, sin provisiones y con muchas de sus casas destruidas por los propios pobladores. Caibil Balam, cacique del lugar, se había retirado con la mayoría de sus fuerzas a la casi inexpugnable fortaleza de Zaculeu, próxima al lugar.
Fuera del recinto amurallado estaba apostado un ejército de unos 6000 guerreros, originarios de Cuilco, Ixtahuacán y Zaculeu, dispuestos a rechazar a los invasores. Gonzalo de Alvarado envía contra ellos a la infantería, que pronto se encontró en grave aprieto por la lluvia de saetas, piedras y lanzas que les arrojaban los defensores. Los guerreros mames lograron matar 40 hombres de las tropas auxiliares, e hirieron a ocho infantes españoles. Avanza entonces Alonso de Luarca con la caballería por el ala izquierda del ejército enemigo y «lo rompió por muchas parte atropellándoles al choque con espantosa furia; haciendo cada jinete muy ancho campo por donde acometía, y todos juntos estrago lamentable con las lanzas» (Fuentes y Guzmán). Durante la carga, mueren tres caballos, que los capitanes castellanos valoraban más que a sus mismos infantes. Gonzalo de Alvarado ataca entonces con la infantería y los "indios amigos", y aunque resulta herido, termina por desbaratar por completo a los mames, que dejando a más de trescientos de los suyos muertos en el campo de batalla se tienen que replegar a la fortaleza. En esta batalla los castellanos hicieron un rico botín con las piezas de oro (patenillas) que arrancaron de los cuellos y vestimentas de los naturales muertos.  
Fue entonces cuando Gonzalo de Alvarado decide establecer un campamento a 5 kilómetros de la fortaleza y así se funda la ciudad de Huehuetenango. Los españoles inician el asedio del recinto, cortando todos sus suministros. Varias semanas después, Caibil Balam, carente de víveres —los sitiados habían llegado a comer los cadáveres de sus compañeros muertos—, solicitó la paz y se entregó con los suyos a Gonzalo de Alvarado, quien los trató con gran miramiento. En octubre de 1525, después de cuatro meses de campaña, los expedicionarios españoles regresaron a su base de Santiago de los Caballeros.
A raíz de la sublevación del pueblo Cakchiquel, la incipiente ciudad colonial de Santiago de los Caballeros, tuvo que trasladarse provisionalmente a Xepau u Olintepeque, cerca de Quezaltenango. Los españoles se ven forzados a la sofocación de la revuelta, al parecer ocasionada por los abusivos tributos impuestos por Pedro de Alvarado. En una de estas acciones punitivas, algunos soldados españoles son heridos durante el asalto de Xalpatagua, fortaleza edificada en un inaccesible peñol protegido por fosos y barrancos. Al final, luego de tres días de sangrientos combates, se logró tomar el lugar a costa de la pérdida de numerosas vidas de cakchiqueles y españoles.
En el año 1527 el capitán Alonso de Luarca, al mando de una compañía de españoles e indígenas auxiliares, acompaña a Pedro Portocarrero (lugarteniente de Pedro de Alvarado y casado con Leonor Alvarado Xicotencatl, hija de Pedro de Alvarado) a sofocar el levantamiento de los cakchiqueles del valle de Sacatepéquez. Después de fuertes enfrentamientos se logró pacificar la zona. A pesar de ello, la ciudad capital de Santiago de Guatemala (en el Valle de Almolonga), de la que fue primer alcalde Gonzalo de Alvarado, sería definitivamente trasladada en 1542 al valle de Panchoy.
Finalmente, Gonzalo de Alvarado falleció en México, donde testó el 11 de enero de 1541.